# Photedes hellmanni
Photedes hellmanni là một loài bướm đêm trong họ Noctuidae.